# Distretto di Şahinbey
Il distretto di Şahinbey (in turco Şahinbey ilçesi) è uno dei distretti della provincia di Gaziantep, in Turchia. È uno dei due distretti, insieme a Şehitkamil, in cui è suddivisa la città di Gaziantep.
Prende il nome da Şahin Bey (1877-1920) comandante militare che stazionò a Gaziantep durante la guerra d'indipendenza turca.